# Como, New South Wales
Como är en förort till Sydney i Australien. Den ligger i kommunen Sutherland Shire och delstaten New South Wales, i den sydöstra delen av landet, omkring 21 kilometer sydväst om centrala Sydney. Antalet invånare är 3 737.